# 桂文治 (5代目)
5代目桂 文治（かつら ぶんじ、天保2年（1831年、逆算） - 万延2年1月16日（1861年2月15日））は、落語家。通称は尾張屋峯松。
赤坂伝馬町に住んでいた尾張屋富右衛門の子で、初めは清元浅太夫の名で清元に入門する。その後江戸噺家3代目桂文治（後の初代桂文楽）に入門し、桂文太を名乗る。その後、桂文太郎に改名し、1851年6月頃に師匠文楽から文楽の名を譲られ、2代目桂文楽襲名。1861年1月初席にて江戸噺家4代目桂文治から文治の名を譲られ、5代目桂文治を襲名するが、同月に死去した。享年31。出身が清元であることから音曲噺や楽曲噺や四題噺や謎々を得意としていた。また、大声であったことから文楽時代は「大声文楽」と呼ばれた。
実弟は2代目蝶花楼馬楽。
墓所は東京都文京区関口2の永泉寺。